# キャンディ・デスク
キャンディ・デスク (Candy Desk) とは、1968年から続くアメリカ合衆国上院の伝統で、人通りが多い議場出入り口付近に座席のある上院議員が、自身の机の引き出しをキャンディでいっぱいにして、他の議員が自由に取れるようにしておくという習慣である。1981年以降、キャンディ・デスクの場所は上院議場の東側出入り口に近い座席に固定されているが、使用される机そのものは決まっていない。2023年現在、インディアナ州選出のトッド・ヤングの座席がキャンディ・デスクである。
1965年、カリフォルニア州のジョージ・マーフィが上院議員となった。上院内での食事が禁止されているにもかかわらず、マーフィは同僚にあげたり自分で食べたりするために、常時キャンディを机の中に蓄えていた。マーフィが6年の任期を務めて上院を去ってからは、別の共和党議員が彼の習慣を引き継いだ。この隠れた「伝統」が初めて公になったのは、ワシントン州選出の上院議員スレイド・ゴードン（1989年 - 1993年在任）がキャンディ・デスクに座る予定となったことを発表したときである。
キャンディ・デスクの伝統を守ってきた上院議員には、ジョン・マケイン、ハリソン・シュミット、リック・サントラムなどがいる。サントラムは、地元選挙区であるペンシルベニア州の企業の製品をこのデスクにストックしていた（例えばハーシーズ）。2007年にサントラムが上院を去った後、しばらくはキャンディ・デスクを引き継ぐ議員が短期間で次々と入れ替わったが、2011年からイリノイ州の上院議員マーク・カークの座席となって、引き出しにはイリノイ州で製造されているスニッカーズやグミ・ベアー、ジェリーベリーのジェリービーンズ等の菓子が蓄えられた。さらに2015年以降はパット・トゥーミーの座席となり、再びペンシルベニア州で製造されたハーシーズのミルキー・ウェイ・バーやマーズ・バー他の菓子が引き出しに満載されている。

## 歴史

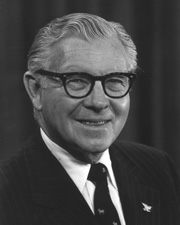
キャンディ・デスクの習慣をはじめたとされるジョージ・マーフィ

ジョージ・マーフィは1964年にカリフォルニア州で上院議員選挙に当選し、次の年に就任した。マーフィは『ブロードウェイ・メロディー』、『僕と彼女のために』などのミュージカル出身の元役者であり、歌も踊りもこなせることで知られていた。そして彼は甘いものに目がなかった。彼は上院議員となって間もなく、座席にキャンディを欠かさないようになった。1968年に座席が出入り口のそばに移り、ほかの議員が脇を通る機会が増えてから、マーフィは机の引き出しに入れてある菓子を同僚にも配るようになった。すると、机に招かれて菓子を受けとった議員たちが、マーフィの座席を「キャンディ・デスク」と呼ぶようになった。1970年の選挙でマーフィが敗れた後、別の議員が彼のキャンディを配る「仕事」を引き継ぎ、党派を越えた上院議員のささやかな楽しみとして机にキャンディ類をストックする習慣は続いた。
マーフィが1期限りで上院を去ると、ポール・ファニン、ハリソン・シュミット、ロジャー・ジェプセン、スティーブ・シムズが順にキャンディ・デスクを維持し続けた。ファニン、シュミット、ジェプセンはハードキャンディ（あめ玉）しかストックしなかったが、シムズの代になり、キャンディやチョコレートの製造に関連する団体等から提供を受けた品が引き出しに置かれるようになった。マーフィの後を継いだ初期の議員らの任期中は、キャンディ・デスクとなる席は固定されていなかった。上院座席表の過去記録によれば、キャンディ・デスクを担当していた頃のシュミットは、第95回連邦議会のときは2016年現在の定位置となっている座席の右側に座り、第96回のときは通路をはさんだ座席に座っていたことがわかる。
こうした習慣は公に知られていなかったが、1985年にスレイド・ゴードンが「キャンディ・デスクの担当者となり、マーフィに始まるリッチな伝統を引き継ぐ」ことを明かすプレスリリースを発表した。このプレスリリースで彼はこの習慣を受け継いできた歴代議員の名も挙げた。
キャンディ・デスクが公式記録に表れた例としては、1997年にミズーリ州のキット・ボンドが翌会計年度の国防権限法に関するディベート中、キャンディ・デスクに言及したときの議事録がある。ボンドは自分がデスクから持ってきたキャンディと比べてマイクロチップがいかに小さいものであるかを説いた。
200社超の菓子メーカーが存在するペンシルベニア州の代議士リック・サントラムがキャンディ・デスクに座った時代（1997年-2007年）には、ハーシーズ社やジャスト・ボーン社などの菓子メーカーが作る有名な製品（マイク＆アイクやホット・タマーレスなど）が引き出しに並んだ。この間、サントラムがデスクの在庫を切らさぬよう、ハーシーズは四半期ごとにおよそ100ポンド（45キログラム）の菓子を提供したという。サントラムが2006年の上院議員選挙で再選を果たせなかった際、ウォール・ストリート・ジャーナル紙のインタビューに対し、ハーシーズの広報担当者カーク・サヴィルは次のように述べた
「我々は上院の議事進行をご機嫌なものにする (sweeten up) 一助を担えたことをたいへん嬉しく思っております」。
サントラムの落選後、ワイオミング州の代議士クレイグ・トーマスがキャンディ・デスクの担当者となると、ある問題が生じた。上院の倫理規定は「議員が同一の者から年間に100ドルを越える贈答品を受けとることを禁じている」が、議員の地元州で製造・生産された物であればよいという例外がある（ただし、その物品を議員自身やそのスタッフが主として消費しない場合に限られる）。この例外は、議員がたとえば「フロリダ州のオレンジジュース、ジョージア州のピーナッツなど、地産のスナックを来客者に提供」することを想定したものであり、キャンディ・デスクはこのような決まり事の上に成り立っている。ところが、トーマスが代表するワイオミングには、全米菓子協会の会員が存在せず、数百ドル相当にものぼる大量の菓子をキャンディ・デスク用に寄付できる菓子メーカーがいなかったのである。キャンディ・デスクの新しい担当者がトーマスとなったことについてインタビューを受けた全米菓子協会代表のスーザン・スミスは、「会員が（議員の地元州に）いればよろこんでキャンディを提供しますが…今回は難しいようです」と答えている。結局、この問題は、ワイオミング州で事業を営む多数の小規模な菓子製造業者に消費を賄えるだけのキャンディを順番に供給してもらうよう依頼することで乗り越えられた。
トーマスが2007年に亡くなると、ジョージ・ヴォイノヴィッチとメル・マルティネスが後任となった。両者とも任期は比較的短く、2009年にキャンディ・デスクに座ったジョージ・レミューも、2011年に上院を去った。

## キャンディ・デスクに使用される机と場所

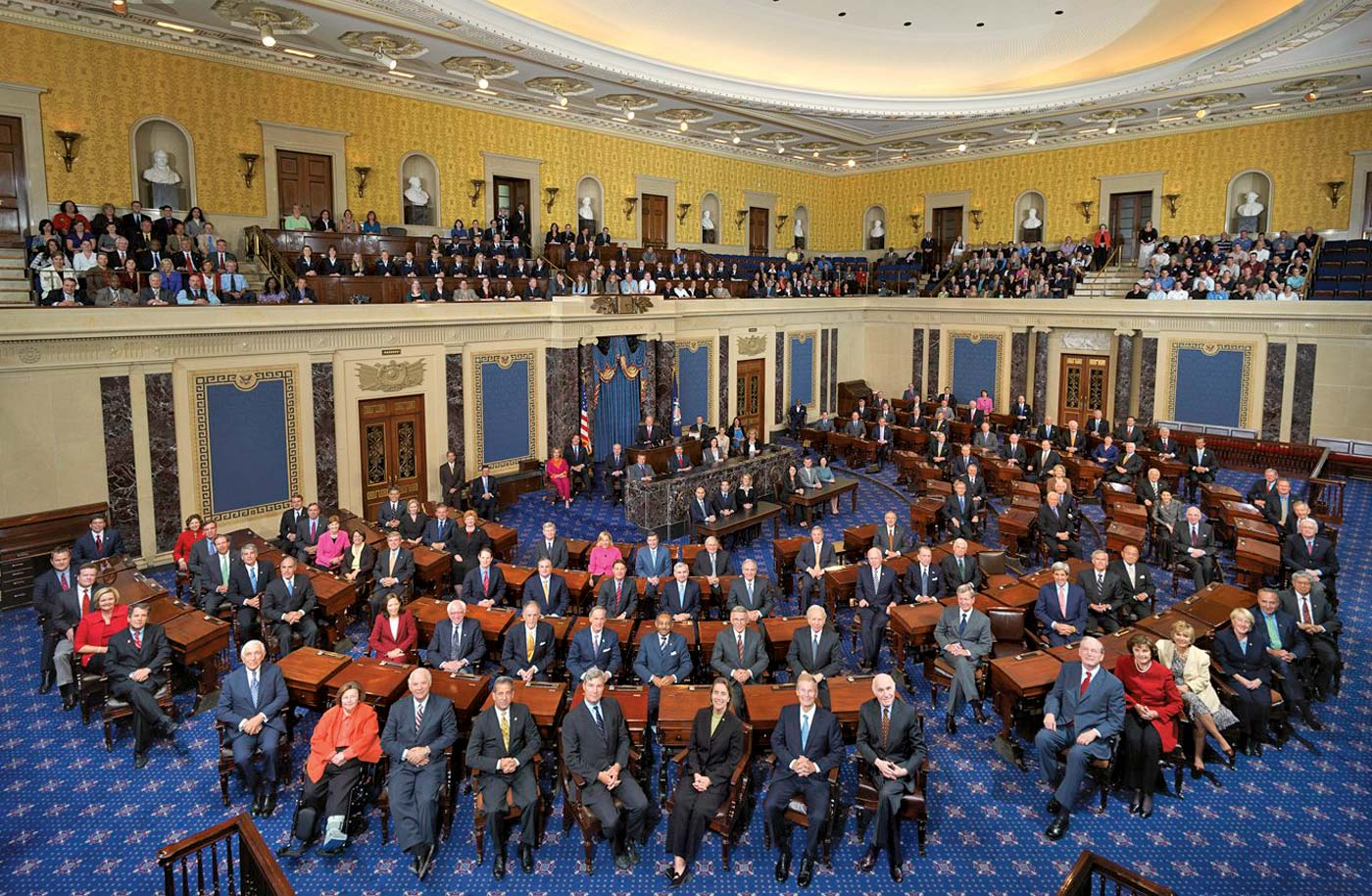
米国上院議場内の様子。写真の右側後方にある扉が東口

米国上院議会では、会期ごとに議員が使用したい机を選ぶことになっている。在任期間が長い議員から机を選び、希望する座席にその机を置く。そのため、キャンディ・デスクに使用される机自体は決まっていない。キャンディ・デスクの場所は97期連邦議会（1981年 - 1983年）以降固定されており、議場の東側ドアに近い最後列の座席に着席する議員が選ぶ机がキャンディ・デスクとなる。議場とアメリカ合衆国議会地下鉄の駅の間を行き来するのに便利なエレベーターがこのドアの付近にあるため、ほとんどの議員がここから出入りする。図のように、ドアから議場内に向かってすぐ右側に位置している。伝統的に、この場所は共和党が使用する座席にあたり、キャンディ・デスクも常に共和党議員が使用する机となる。2015年からこの席についているのはペンシルベニア州の代議士パット・トゥーミーであるが、彼が使用している机自体は、それまでおよそ30年にわたって民主党議員が使っていたものである。

## キャンディの調達
キャンディ・デスクの占有者は、自分が選出された州の菓子を机にストックしておくことを任されるが、その原資をどうするかが問題となってきた。キャンディ・デスクの習慣が始まった当初、議員たちは希望のキャンディを置いてくれるようキャンディ・デスクの主に頼み、その在庫が切れないよう、数ドルばかりのお金を拠出していた。しかし、時が経つにつれキャンディ・デスクがアメリカ合衆国上院の伝統として確立されてくると、全米菓子協会とチョコレート製造業者協会（両者は2008年に合併した）のようなロビイスト団体が組織的に寄付を行うようになった。

## その他のキャンディ・デスク
民主党にも、少なくとも1985年から同じようなキャンディ・デスクがある。正面壁に置かれている民主党上院院内幹事のロールトップ・デスクは、その引き出しに菓子が詰まっている。この伝統がいつから始まったかは不明だが、上院の「キャンディ・デスク」より後に始まったものである。1980年代はチョコレートの「ハーシーキス」が一番人気があったが、「後に小さなキャラメル」が増えていった。こちらの机の菓子は、それをシェアする議員たちが出し合う「キャンディ基金」を通じて購入される。2015年までは、ジェイ・ロックフェラーがこの基金で菓子を購入していた。この習慣はあまり知られておらず、アメリカ合衆国上院史料館長でもその多くを知らないほどである。
他の議員も同じようにデスクの引き出しにキャンディを備えておくことがある。上院の雑用係だったキャサリン・バックは2005年に次のように書いている。
とにかくチョコレート、チョコレートという感じだったある代議士というのは、ミズーリ州のジム・タレントのこと。あるときは投票中だったんですが、キャンディ・デスクから反対側の列にある自分の机まで来るようにまわりに呼びかけていました。そこではもうため息につぐため息で、それから議員さん6人がラッセルストーバーのローカーボ・チョコレートを持ってその場を離れていきました（私が思うに、アトキンス・ダイエットの大流行が上院にも届いていたんでしょう）